# Заудиту
Зауди́ту (также Зоуди́ту; амх. ዘውዲቱ; 29 апреля 1876, Харар, Эфиопия — 2 апреля 1930, Аддис-Абеба, Эфиопия) — вторая дочь Менелика II, императрица Эфиопии в 1916—1930 годах.
Провозглашённая императрицей после свержения племянника Иясу V в результате государственного переворота в 1916 году, Заудиту стала первой женщиной на эфиопском престоле со времён Царицы Савской. Она не была полновластной правительницей страны — инициаторы возведения дочери Менелика на престол назначили регентом при ней раса Тэфэри Мэконнына, ставшего, по сути, соправителем императрицы. В период противостояния младо- и староэфиопов, пришедшийся на годы правления Заудиту, последняя поддерживала консервативные староэфиопские круги, выступая против модернизации страны по европейскому образцу и установления тесных контактов с иностранными государствами.

## Семья
Заудиту родилась 29 апреля 1876 года в Хараре, в семье правителя провинции Шоа Сахле Марьяма, и его супруги уойзэро Абечи, принадлежавшей к одному из эфиопских аристократических родов. Появившаяся на свет вскоре после возвращения отца из плена в Мэкдэле, девочка стала вторым ребёнком Сахле Марьяма: к тому моменту у него уже была дочь Шоуарэг от первого брака. Спустя несколько лет после рождения Заудиту уойзэро Абечи умерла, и отец был вынужден поручить воспитание дочерей няням, а позднее и своей новой супруге, Таиту Бетул, с которой будущая императрица на протяжении всей их совместной жизни сохраняла тёплые отношения. Таиту отвечала падчерице взаимностью, вместе с тем, однако, считая неподобающим характер взаимоотношений, установившихся между дочерью шоанского правителя и прислугой: Заудиту с ранних лет заработала репутацию доброй и невысокомерной девочки.
Cемилетним ребенком она была выдана замуж Менеликом II за раса Арая, сына императора Йоханныса IV. После смерти раса Арая Зоудиту была вторично выдана замуж за дэджазмача Уыбе, а затем за раса Гугсу-Уоле. Во время болезни императора она приехала в Аддис-Абебу и находилась при отце. В 1909 году Заудиту оказалась втянута в развернувшуюся при дворе борьбу за власть между сторонниками императрицы Таиту и внука Менелика Лиджа Иясу. Таиту предполагала провозгласить наследницей престола Заудиту, а её мужа раса Гугсу — регентом при царствующей императрице. Однако в тот момент этот план осуществить не удалось — в 1910 году шоанская знать заставила Таиту отказаться от своих планов и ограничиться лишь заботой о больном Менелике. После смерти Менелика по приказу Лиджа Иясу Заудиту вынуждена была покинуть столицу и поехать в Фале, где находилась до сентября 1916 г. В Аддис-Абебу она вернулась по приглашению заговорщиков за несколько дней до переворота. Можно утверждать, что только счастливое стечение обстоятельств выдвинуло её на императорский трон. Решающим оказался в этом случае факт, что она была дочерью Менелика, её личные качества не играли здесь роли.

## Эфиопия в годы правления Заудиту

### Приход к власти

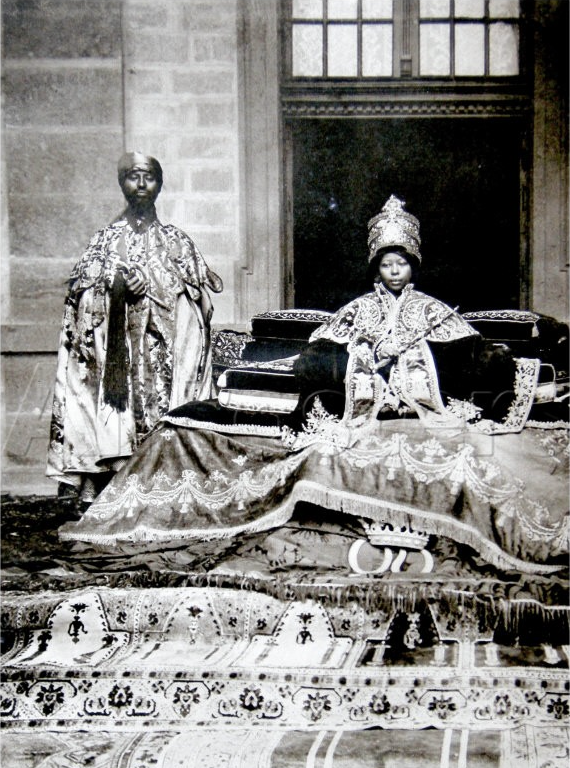
Заудиту со священником после своей коронации в 1917 году

27 сентября 1916 года в банкетном зале императорского дворца, где присутствовали министры, крупные шоанские и южноэфиопские феодалы, абуна Матеос X и ычэге, противники Иясу V, воспользовавшись отсутствием монарха, объявили о его низложении. Для заговорщиков было важно сохранить преемственность трона за наследниками Менелика, поэтому шоанская группировка провозгласила императрицей Заудиту. 
Регентом при новой правительнице стал кузен императрицы, Тэфэри Мэконнын, получивший титул раса. Назначая регента, превратившегося, по сути, в полноправного соправителя Заудиту, инициаторы переворота руководствовались традиционным убеждением, что верховная власть не должна находиться в руках женщины. Кроме того, путём установления фактического двоевластия заговорщики рассчитывали расположить к себе как представителей североэфиопской аристократии, имевших прочные связи с Заудиту, так и шоанских и южноэфиопских феодалов, чьей поддержкой пользовался Тэфэри Мэконнын. Первоначально главный инициатор заговора, военный министр Хабтэ Гийоргис, рассчитывал, что оба они — как политически неопытная и ранее не причастная к государственным делам Заудиту, так и молодой рас Тэфэри — ограничатся ролями марионеточных правителей, а фактическая власть тем временем будет сосредоточена в руках шоанских феодалов, однако дальнейшие события показали, что регента не устраивало такое положение дел.
11 февраля 1917 года в Аддис-Абебе, в соборе Святого Георгия, состоялась коронация императрицы Заудиту. Для придания коронационным торжествам особенной пышности в момент, когда Заудиту отправилась на церемонию, электрический свет, прежде освещавший только императорский дворец, засверкал на всём пути её проезда от императорского дворца к собору. Коронацию проводил абуна Матеос X. В тот же день был коронован и рас Тэфэри, официально объявленный престолонаследником.
Возникновение в Эфиопии своеобразной двойственной структуры государственной власти удовлетворило корыстные намерения и политические амбиции ряда крупных феодалов и вместе с тем повлекло за собой раскол в общественно-политической и социально-экономической сферах жизни государства на две тенденции: прогрессивной, чьи приверженцы выступали за модернизацию страны, и консервативной — её представители настаивали на сохранении старых порядков. Последние объединялись вокруг императрицы Заудиту, тогда как сторонники модернизации пользовались поддержкой молодого регента. Свергнутый Иясу тем временем предпринял несколько неудачных попыток вернуться к власти и после череды поражений некоторое время скрывался в пустыне Данакиль.

### Реформы раса Тэфэри
К моменту провозглашения Заудиту императрицей Эфиопия представляла собой феодальное традиционалистское государство, ещё не достигшее централизации: фактическая власть на местах принадлежала феодальной знати, каждый регион был обособлен не только в географическом, но и в политическом и этнолингвистическом и этноконфессиональном отношениях. В стране не было хороших дорог и радиосвязи, между многими районами отсутствовало и телефонно-телеграфное сообщение. Отсталость демонстрировала социально-экономическая структура Эфиопии: крестьянство находились в тяжёлых условиях, абсолютное большинство крестьян были безземельными. Кроме того, значительную часть населения государства продолжали составлять рабы: в 1914 году их, по некоторым данным, насчитывалось около 3-4 миллионов.
На протяжении всего периода правления Заудиту в стране продолжалась острая борьба двух основных феодальных группировок, вошедших в историю как «младоэфиопы» и «староэфиопы». Младоэфиопы, поддерживавшие раса Тэфэри Мэконнына, активно выступали за техническую и социальную модернизацию Эфиопии по европейскому образцу, за развитие образования и экономики; они высказывались в пользу расширения внешних связей и внутренней интеграции с целью устранения социальных противоречий в пределах государства, а также соглашались с необходимостью централизации власти. Староэфиопские круги, напротив, опирались на традиционалистские идеи, выступая против централизации и за усиление интегрирующей роли трона и церкви в эфиопском обществе. Представители младоэфиопского движения стремились к установлению в стране абсолютной монархии и упрочении суверенитета страны, что представлялось возможным только при осуществлении реформ. Несмотря на абсолютистские настроения, младоэфиопы, однако, не рассматривали в качестве абсолютного монарха Заудиту и, напротив, всячески пытались ограничить власть императрицы, нейтрализовать её сторонников, усиливая тем самым позиции раса Тэфэри.
Крайне консервативная, императрица Заудиту стала негласным лидером староэфиопов и, говоря словами британского историка Дэвида Мэтью, «символом староамхарского владычества». Она интересовалась религиозными делами гораздо больше, чем политическими, и была очень набожна: проводила много времени в молитвах, часто посещала церкви и монастыри, постоянно находилась в окружении священнослужителей. Последние оказывали на неё сильное влияние, а иногда даже манипулировали Заудиту. Вместе с тем, несмотря на религиозность, правительница не была полностью отстранена от государственных дел и в тех случаях, когда затрагивались её интересы, решительно применяла свою власть. Так она включилась в противостояние между младо- и староэфиопами.
До определённого момента борьба между сторонниками и противниками реформ носила характер дворцовых интриг — представители сторон не прибегали к применению оружия, поскольку учитывали возможные последствия вооружённого столкновения. Первый серьёзный конфликт между противоборствующими группировками произошёл в 1918 году, когда рас Тэфэри распустил правительство, сформированное ещё Менеликом II и реорганизованное при Иясу V. В сентябре этого же года, в период тяжёлой болезни регента, Заудиту вновь назначила министров, включив в их число часть членов прежнего кабинета. Рас Тэфэри был вынужден согласиться с императрицей.

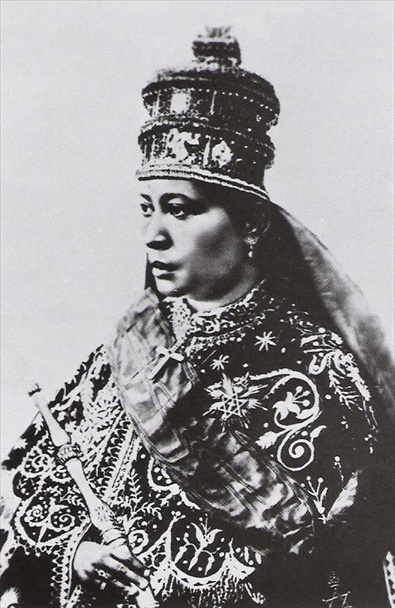
Императрица Заудиту

В начале 1928 года староэфиоп, дэджазмач Балча Сафо, управлявший провинцией Сидамо, поднял вооружённое восстание против раса Тэфэри, встав во главе десятитысячной армии, однако потерпел поражение. Неудача выступления Балчи вызвала существенное беспокойство в староэфиопских кругах, как и подписание в том же году итало-эфиопского договора, значительно усилившего позиции регента. В сентябре 1928 года противники раса Тэфэри организовали новый заговор, направленный на свержение соправителя Заудиту, но опять безуспешно.
Несмотря на пользу, принесённую действиями регента Эфиопии, ряд консервативных государственных деятелей, настроенных враждебно по отношению к младоэфиопам, объединился вокруг фигуры Заудиту и принял решение об осуществлении переворота. В сентябре 1928 года между мятежниками (т. н. «староэфиопами») и сторонниками регента произошли незначительные столкновения, окончившиеся победой лучше вооружённых и более готовых к боевым действиям людей раса Тэфэри. 
Последняя и наиболее масштабная попытка свергнуть Тэфэри Мэконнына была предпринята староэфиопами в начале 1930 года — на сей раз вооружённое восстание против регента возглавил муж Заудиту рас Гугса Уоле. Несмотря на поддержку, оказанную ему некоторыми феодалами и племенными вождями, войска консорта были разбиты 31 марта того же года, а рас Гугса был убит. На этом многолетняя междоусобная борьба за власть в Эфиопии завершилась. Вскоре после победы младоэфиопов императрица была вынуждена присвоить регенту титул негуса, сама при этом продолжив оставаться «царицей царей».

### Смерть
Заудиту умерла 2 апреля 1930 года. По распространённой в Эфиопии легенде, смерть царицы была связана с душевными переживаниями о гибели мужа. С другой стороны личный врач Заудиту утверждал, что его подопечная умерла от последствий диабета.